# Indexator Rotator Systems
Indexator Rotator Systems AB är ett teknikföretag i Vindeln i Västerbotten som tillverkar rotatorer och svivlar till skogs- och transportbranschen.

## Historia
Indexator var ursprungligen ett familjeföretag i Vindeln som 1973 köptes av Allan Jonsson, som tio år tidigare grundat krantillverkaren Cranab. Under Jonssons tid inleddes fokuseringen på rotatorer. 

## Verksamhet
De rotatorer företaget tillverkar är av tre typer. Företagets första rotator var för timmerkranar och dess gripverktyg. Rotatorns uppgift är att rotera och positionera gripverktyget. Rotatorns uppgift är också att med svivelfunktion överföra hydraulmedium till det roterande verktyget.
På senare tid har allt mera avancerade verktyg kommit till användning, bland annat verktyg som förutom att gripa stockar även kan kapa träd och kvista dem. För dessa verktyg har rotatorer utvecklats med flera kanaler för överföring av hydraulmedium. Sedan utvecklades en robustare konstruktion för industribruk, IR-rotator.
Indexator är en stor underleverantör till de största maskintillverkarna inom skogsindustrin.   